# Port de la Pez
Le port de la Pez (en espagnol puerto de la Pez) est un col de montagne pédestre des Pyrénées qui relie la vallée de la Pez en France à la vallée du Chistau en Espagne. Il se trouve au sud de Loudenvielle dans le département des Hautes-Pyrénées. Situé à 2 451 ou 2 457 mètres d'altitude, il demeure la solution la plus simple pour accéder au massif des Posets depuis la France.
Il fait communiquer la vallée du Louron côté français, via la petite vallée de la Pez, avec la vallée de Chistau (vallée de Gistain) côté espagnol.

## Toponymie
Le mot « port » signifie « porte » ou « col » en gascon ; c'est le pendant de puerto en espagnol. Le mot « pez » pourrait provenir du mot « poix » en espagnol et en aragonais (pega, pègue en gascon).

## Géographie
Le port de la Pez, quand on effectue son ascension côté français, est caractérisé par un très long plateau coupé par des fossés assez profonds et délicats à franchir. À la fin de ce plateau, la pente se redresse et devient très raide lorsque l'on arrive aux derniers lacets. Au bout de trois heures de marche, on atteint une petite brèche équipée d'un câble. De cette brèche, le chemin passe sur le versant espagnol et, après avoir descendu un peu, débouche sur le port de la Pez.
Quand on entame la descente dans la vallée de Chistau, le paysage est d'abord désertique, mais très apprécié des marmottes. Cependant, au fur et à mesure que l'on descend dans la vallée, il y a de plus en plus de verdure et de torrents pour terminer dans un cadre paradisiaque aux abords des granges de Viados.

### Hydrographie
Le col se trouve sur la ligne de partage des eaux entre le bassin de la Garonne, qui s'écoule vers le golfe de Gascogne (Atlantique) versant nord, et le bassin de l'Èbre, qui coule vers la Méditerranée versant sud.

## Protection environnementale
Le col fait partie d'une zone naturelle protégée, classée ZNIEFF de type 2.

## Voies d'accès
On peut accéder au port de la Pez par :
- la vallée de la Pez (départ de la centrale électrique de Tramezaygues, sur la commune de Génos) ;
- la vallée du Chistau (départ des granges de Viados) ;
- la crête des Batchimale (départ du pont du Prat puis passage au port d'Aygues Tortes et ascension du pic Schrader) ;
- la crête Batoua-Lustou et descente sur le col au pic de Guerreys (2 975 m).